# Johann VIII. (Sayn-Wittgenstein-Hohenstein)

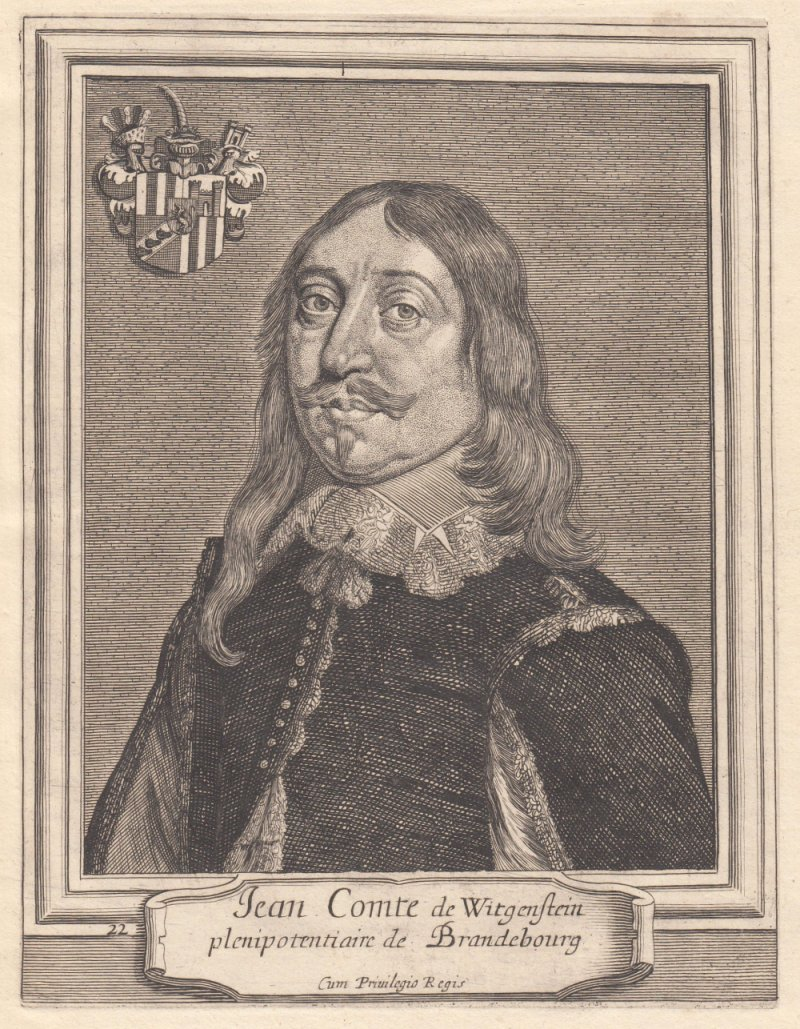
Zeitgenössisches Porträt, Kupferstich um 1650

Johann VIII.

Johann VIII. zu Sayn-Wittgenstein-Wittgenstein (* 14. Oktober 1601; † 2. April 1657), ab 1651 Graf zu Sayn-Wittgenstein-Hohenstein, war ein deutscher Militär, Diplomat und brandenburgischer Statthalter.
Johann kämpfte mehrere Jahre im Dreißigjährigen Krieg als schwedischer Obrist.
Von 1633 bis 1634 war er Mitglied des Consilium formatum. 1642 wurde er zum brandenburgischen Geheimrat ernannt und war als brandenburgischer Hauptgesandter ab 1645 maßgeblich an den Friedensverhandlungen in Münster und Osnabrück beteiligt, die im Oktober 1648 zum Westfälischen Frieden führten. Er verhandelte mit Schweden den Tausch von Vorpommern gegen das Fürstentum Minden und die aufgegebenen Bistümer Cammin, Halberstadt sowie die Anwartschaft auf das Bistum Magdeburg. Am Ende gab eine Zahlung von 45 000 Reichstalern an die schwedischen Gesandten den Ausschlag.
Der Große Kurfürst, Friedrich Wilhelm von Brandenburg, überschrieb Graf Johann bereits 1647 die Grafschaft Hohenstein für seine Verdienste bei den Friedensverhandlungen. 1649 wurde er vom Kurfürsten als Statthalter im neu gewonnenen Fürstentum Minden und in der Grafschaft Ravensberg eingesetzt. Mit seinem Münzmeister Behrend Levi löste er 1655 bis 1657 durch Münzverschlechterung eine regionale Inflation aus, die zum Widerstand der Betroffenen führte.

## Familie
Johann wurde als zweiter Sohn von Graf Ludwig II. zu Sayn-Wittgenstein-Wittgenstein geboren, dem späteren Regenten der südlichen Grafschaft Wittgenstein. Da sein älterer Bruder früh starb, erbte er die Grafschaft. Johann heiratete am 30. Juni 1627 Anna Auguste (* 31. März 1608; † 27. Mai 1658), die Tochter des Grafen Christian von Waldeck-Wildungen und seiner Frau, Elisabeth Gräfin zu Nassau-Siegen. Das Paar hatte folgende Kinder:
- Ludwig Christian (* 17. Januar 1629; † 25. Januar 1683)

⚭ 1656 Elisabeth Margarete zu Solms-Greiffenstein (* 23. Mai 1637; † 1681);
⚭ 1682 Anna Elisabeth Vijgh
- Georg Wilhelm (* 6. Februar 1630; † 1657), ertrunken.[4]
- Johann Friedrich (* 19. April 1631; † 28. April 1656), starb bei einem Duell in Königsberg.
- Gustav Otto (* 14. April 1633; † 15. Oktober 1701) ⚭ 1657 Anne Helene de La Place (* 1634; † 24. Februar 1705) (Eltern von August David zu Sayn-Wittgenstein-Hohenstein)
- Heinrich Ernst (* 1637; † 1637)
- Otto (* 14. Juli 1639; † 1683), gefallen im Krieg gegen die Türken. Er hinterließ drei uneheliche Kinder, die den Namen von Schwartzenstein erhielten.[5]
- Friedrich Wilhelm (* 20. November 1647; † 10. November 1685)[6] ⚭ 1671 Charlotte Luise zu Leiningen-Dagsburg-Hartenburg (* 2. Oktober 1652; † 6. Juni 1713)
- Elisabeth Juliane (* 4. Oktober 1634; † 23. März 1689) ⚭ 1654 Graf Jodokus Hermann II zur Lippe-Biesterfeld (* 9. Februar 1625; † 6. Juli 1678)
- Anna Sophie (* 2. November 1635)
- Auguste Johanna (* 12. April 1638; † 15. Mai 1669) ⚭ 1659 Anton I. von Aldenburg, Graf von Knyphausen (* 1. Februar 1633; † 27. Oktober 1680)
- Christine Luise (* 23. August 1640)
- Christina (* 1645)
- Anna Maria Magdalene (* 15. Oktober 1641; † 16. Februar 1701) ⚭ 1670 Graf Wilhelm Friedrich zu Sayn-Wittgenstein-Homburg (* 16. Juli 1640; † 28. Oktober 1698)
- Luise Philippine (* 8. Januar 1652; † 5. März 1722)
- Concordia (* 28. Oktober 1648; † 25. Januar 1683)

⚭ 30. September 1669 Graf Ludwig Günther von Schwarzburg-Ebeleben (* 2. März 1621; † 20. Juli 1681)
⚭ 20. Juni 1681 Graf Karl Ludwig zu Sayn-Wittgenstein-Neumagen (* 20. Juni 1658; † 16. September 1724)